# Latvijas Jūras spēki
Latvijas Jūras spēki ("Letlands flådestyrke") er den sømilitære del af Letlands væbnede styrker. I dag er styrken fuldt operativ og udfører alle opgaver med succes. Latvijas Jūras Spēki udfører minerydning, SAR og miljøovervågning i Østersøen. Flådestyrkerne har deltaget i NATO/Partnerskab for fred-operationer/øvelser og løst deres opgaver godt. Den primære udvikling af flåden går i retning af BALTRON, den baltiske eskadre, der har specialiseret sig i mineuskadeliggørelse samt et havovervågningssystem.

## Hovedopgaver
- Sikre forsvaret af territorialfarvand.
- Udføre kystbevogtning og kontrol med territorialfarvandet såvel som den eksklusive økonomiske zone.
- Sikre et beredskab der gør landet i stand til at mobilisere styrker til brug i en eventuel konflikt.
- Deltage i miljøovervågning, SAR såvel som bekæmpelse af konsekvenser af miljøforurening.
- Udføre grænseovervågning til søs.

## Historie
Da Letland genetablerede sin selvstændighed i 1991, begyndte man at genskabe den lettiske marine under admiral (dengang kommandør) Gaidis Zeibotsit. I 1994 var flådestyrkerne opdelt i en sydlig region (i Liepāja), en central region (i Riga), kystforsvarsbataljonen (i Ventspils) og flådens træningscenter (i Liepāja). Det vigtigste øjeblik i disse tidlige dage var den 11. april 1991 da det lettiske orlogsflag blev hejst i flådens første skib "Sams". Denne dato er regnet som etableringsdatoen for Latvijas Jūras Spēki.
I 1999 blev den baltiske eskadre (BALTRON) etableret med skibe fra Estland, Letland og Litauen. Den lettiske kommandør Ilmars Lesinskis blev den første chef for BALTRON.
Den 1. juli 1999 blev der foretaget en omorganisering af den lettiske flåde. Den nuværende struktur er bygget på den forhenværende struktur – kampskibsdivisionen med hovedkvarter i Liepāja, kystvagten er baseret i Riga (med afdelinger i Liepāja samt Ventspils), kystforsvarsbataljonen med kaserne i Ventspils (underafdelinger er udstationeret langs kystlinen og i Rigabugten. Flådens træningscenter i Liepāja samt logistikbasen i Liepāja (med underafdelinger i Riga og Ventspils).
Den 1. juli 2004 blev den lettiske flåde igen omorganiseret, og har siden da bestået af flådens operative kommando, flotillehovedkvarteret samt kystvagten. Den nye struktur gør det muligt at organisere uddannelse og specialisering bedre end tidligere samt at uddelegere ansvaret til flere officerer. Kampskibseskadren blev nedlagt.

## Organisation
- Flådens Operative kommando
  - Flotillestaben
    - 1× Vidar-klassen: A-53 Virsaitis
    - 1× Buyskes-klassen: A-90 Varonis
    - MCM-eskadren
      - MCM-divisionen
        - (Tripartite-klassen): M-04 Imanta, M-05 Viesturs, M-06 Tālivaldis, M-07 Visvaldis, M-08 Rūsiņš

      - Minedykkerne
      - Støtte- og logistikfartøjer

    - Patruljebådsekadren
      - (Skrunda-klassen): P-05 Skrunda, P-06 Cēsis, P-07 Viesīte, P-08 Jelgava, P-09 Rēzekne

    - Farvandsovervågningen samt kommunikationstjenesten
    - Det baltiske MCM-vedligeholdelse og reparationscenter

  - Kystvagten
    - Det maritime SAR-koordinationscenter
    - Kystvagtdetachementet
      - KBV-klassen: KA-01 Kristaps, KA-06 Gaisma, KA-07 Ausma, KA-08 Saule, KA-09 Klints